# 벌새

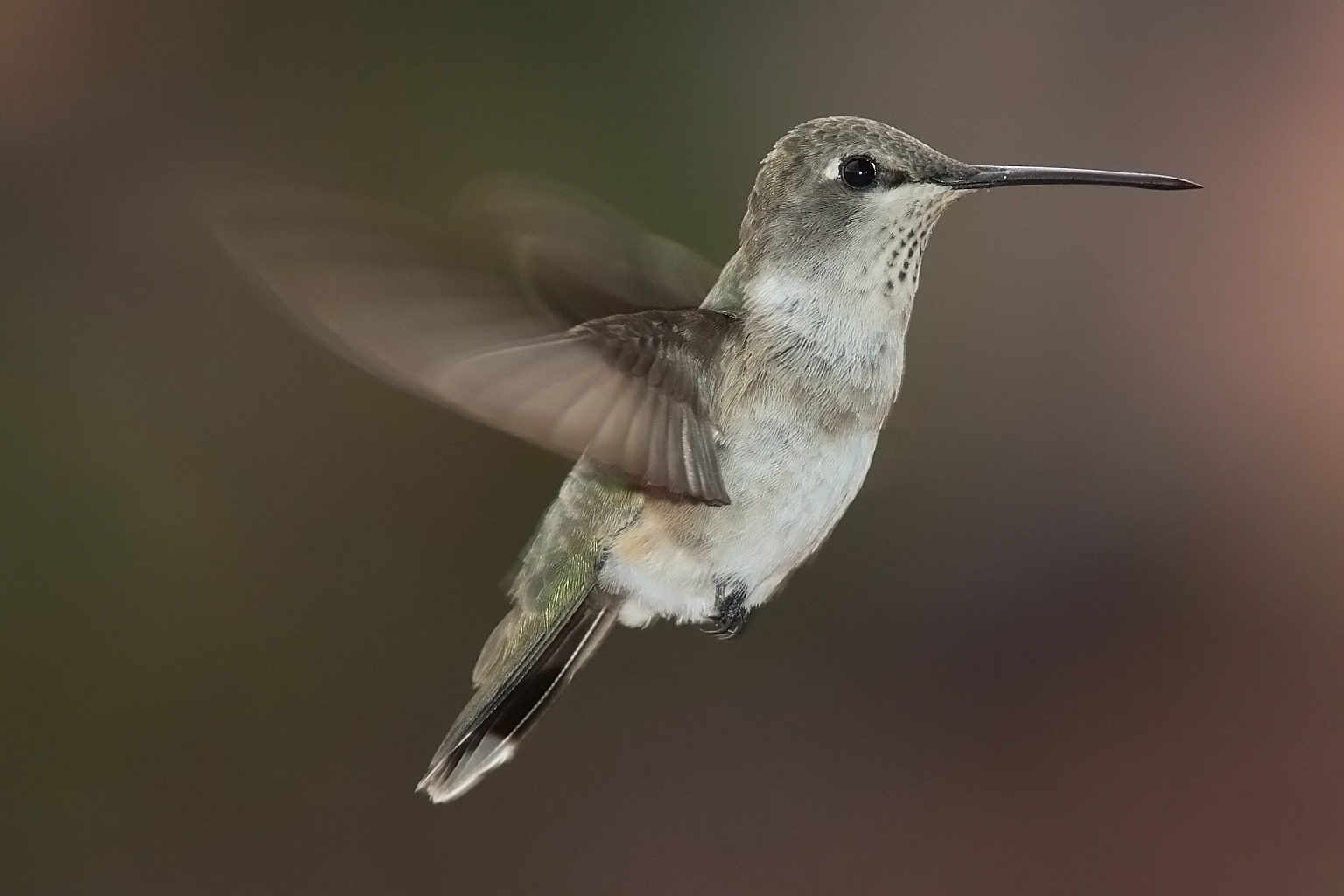
검은뺨벌새

벌새(Hummingbird)는 벌새과(Trochilidae)에 속하는 새들의 총칭이다. 몸은 대체로 작으며, 가장 작은 것은 몸길이 약 5cm, 체중 1.8g으로 새들 중 제일 작으나 큰 것은 21.5cm, 24g에 달하는 것도 있다.
남북 아메리카 특산으로 북은 알래스카까지 분포하나, 대체로 열대 지방에 많다. 날아다니는 힘이 강하여 벌처럼 공중에 정지하여 꿀을 빨아먹는다. 혀가 길어서 이것으로 꽃 속에 꿀, 곤충, 거미 등을 끌어내어 먹고 꽃가루를 옮긴다. 전 세계에 약 320종이 있으며, 형태·색채에 변화가 많고, 부리의 모양·길이도 종류에 따라 다르다. 다리는 매우 짧고, 깃털의 색채도 여러 가지이나 대체로 강한 금속 광택을 띠며, 아름답다. 가지 위에 솜, 털, 이끼 따위를 거미줄로 얽어 작은 것은 호두만한 집을 만들고, 그 속에 작은 알을 1~2개 낳는다.

## 사진첩

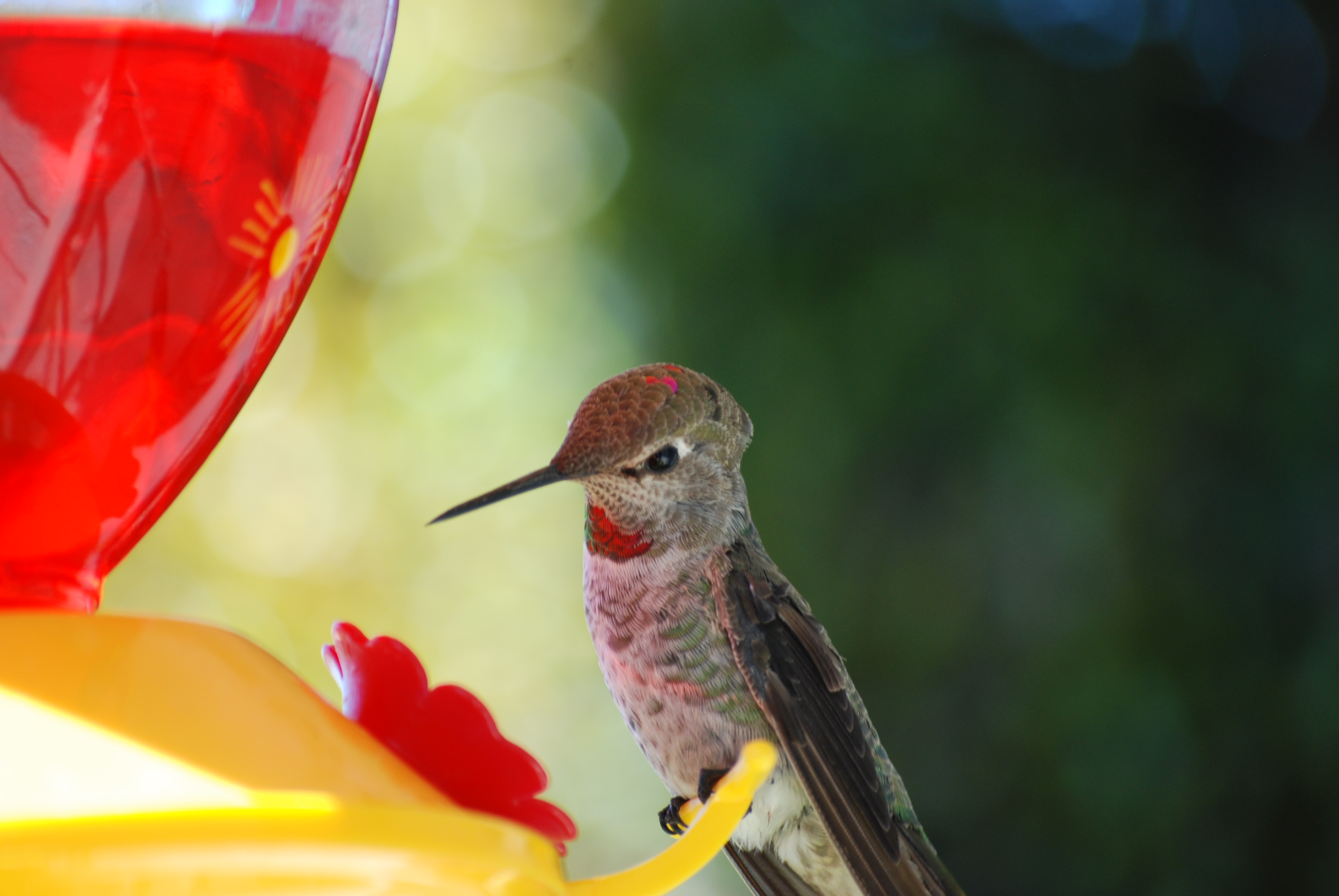
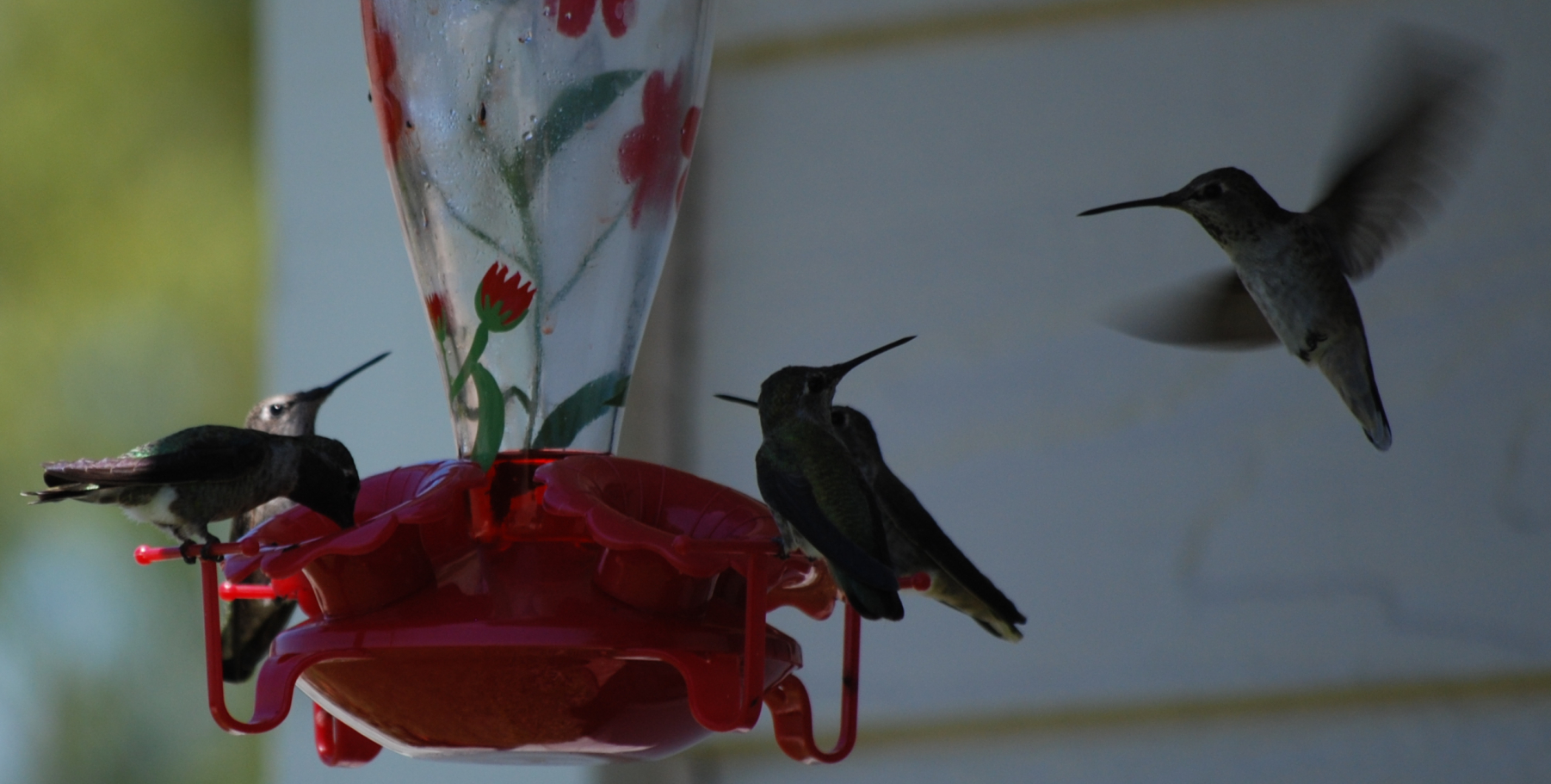
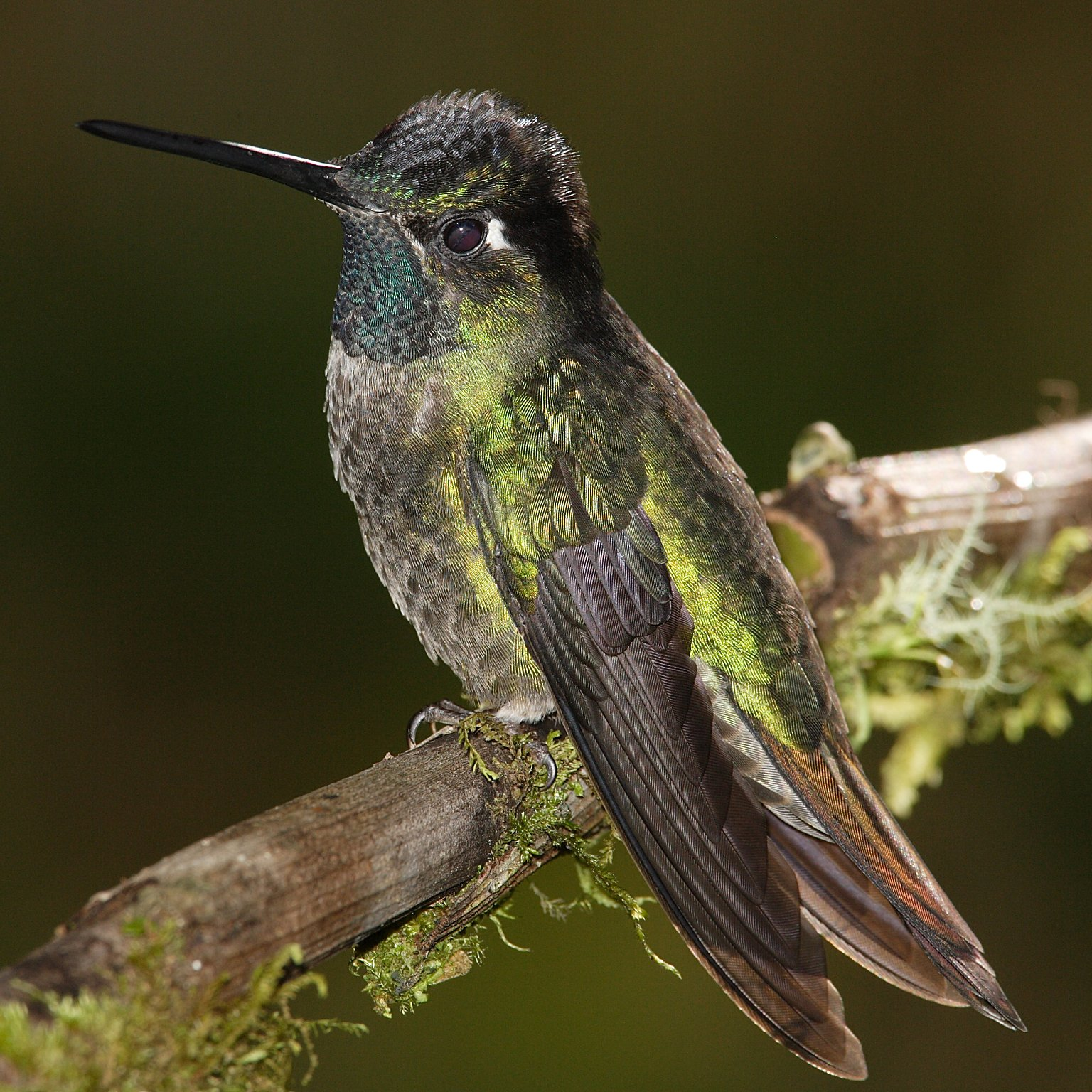
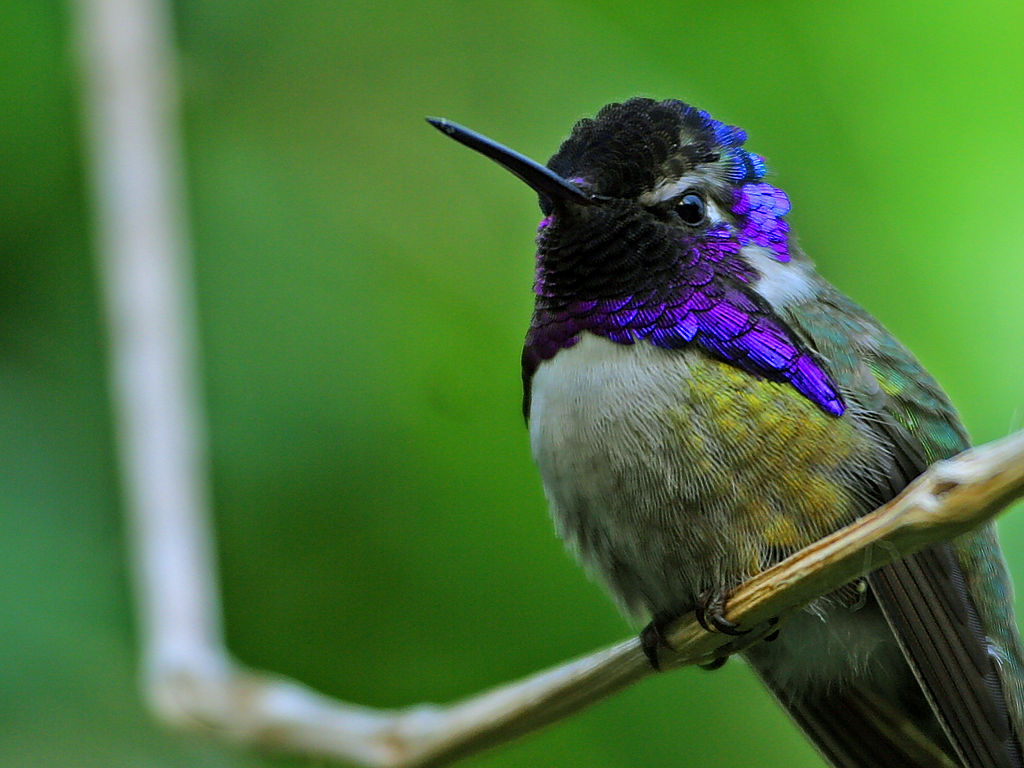
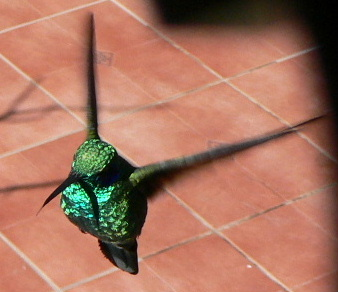
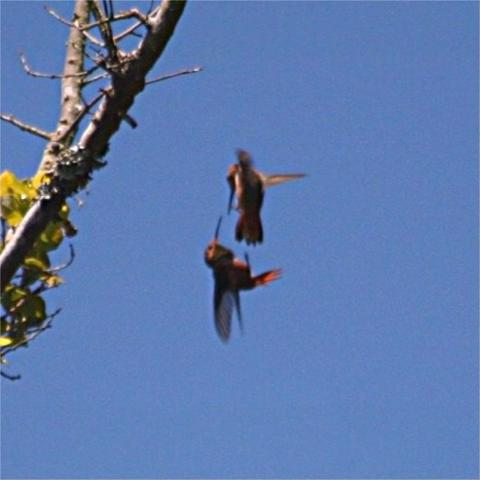
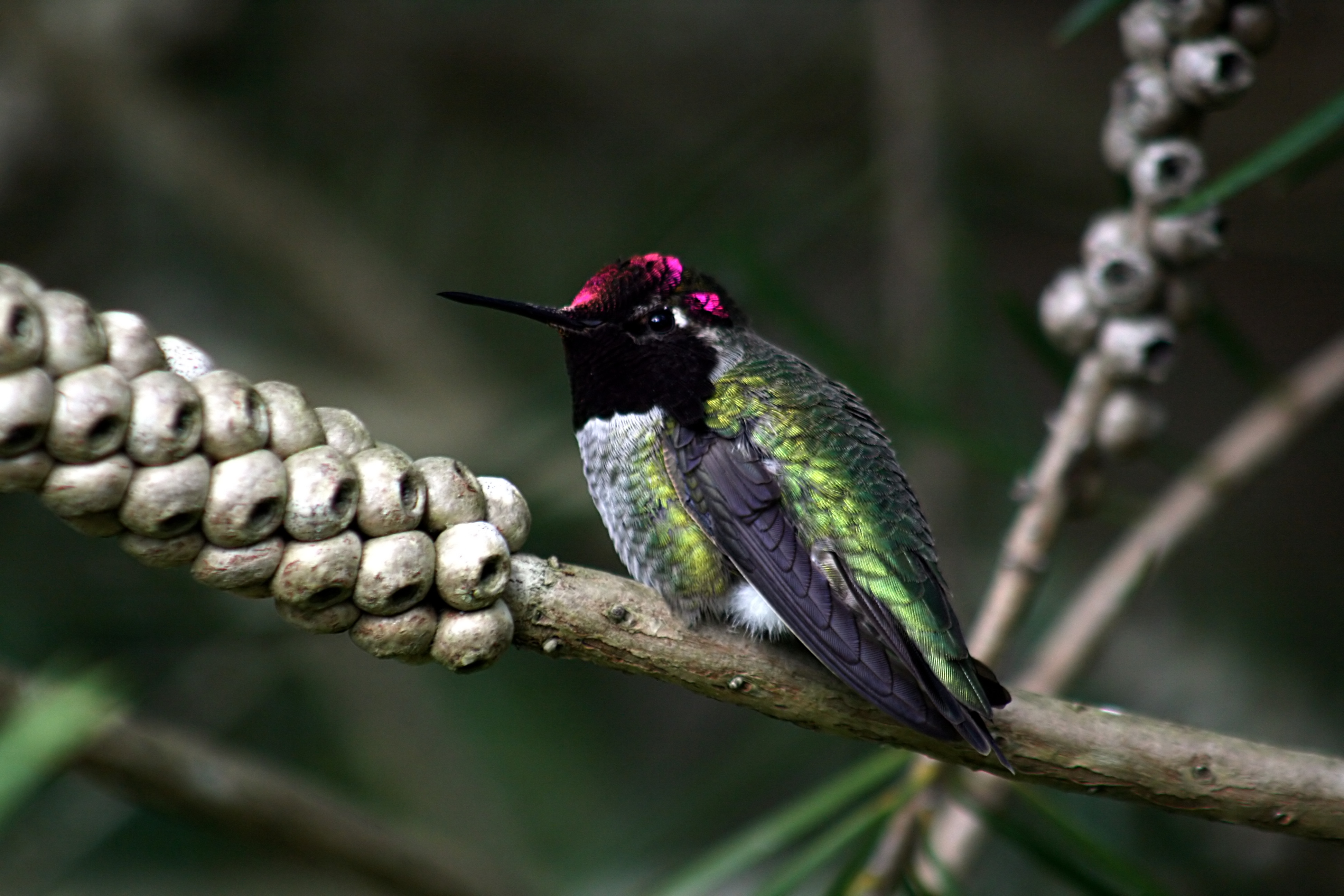
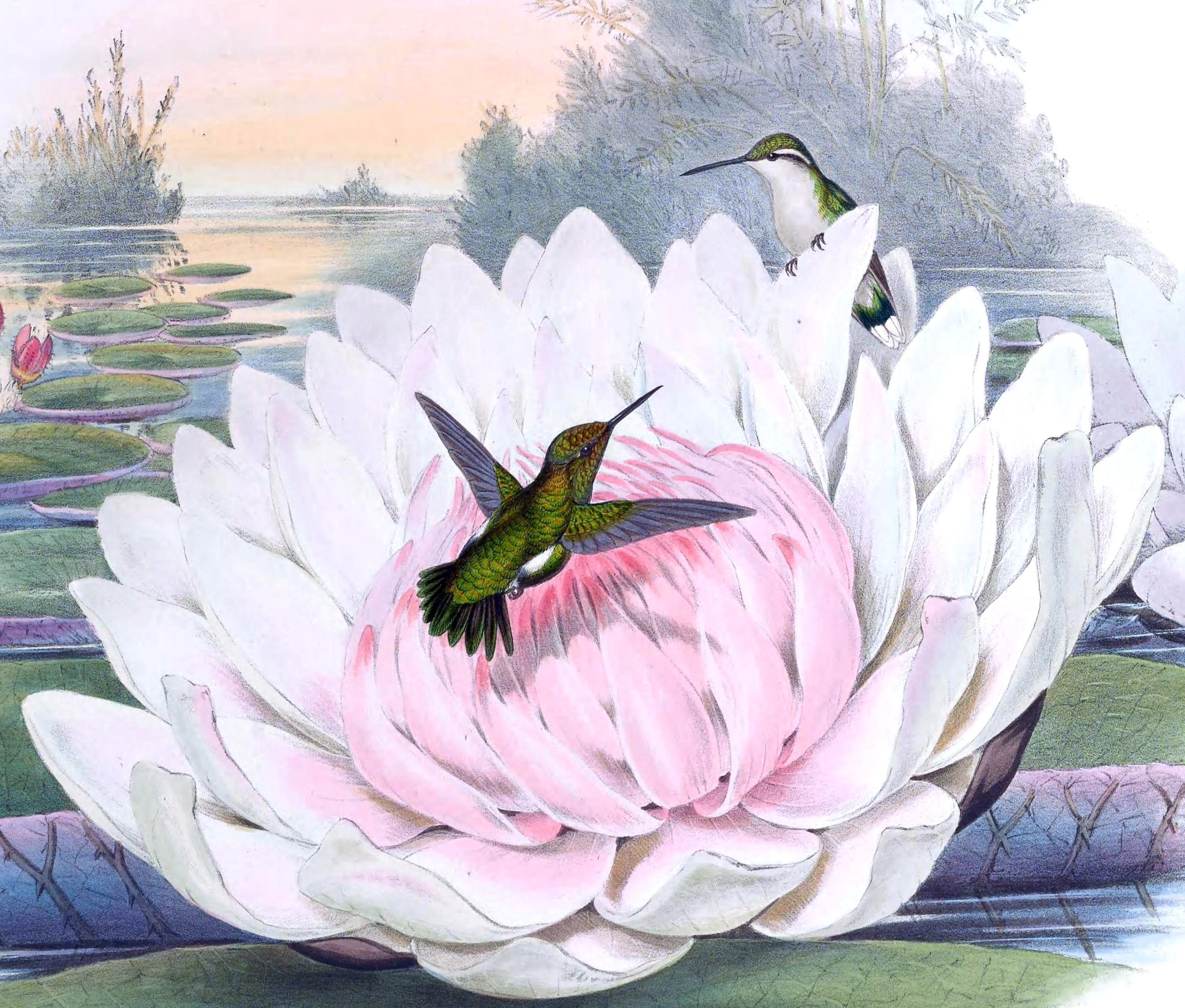
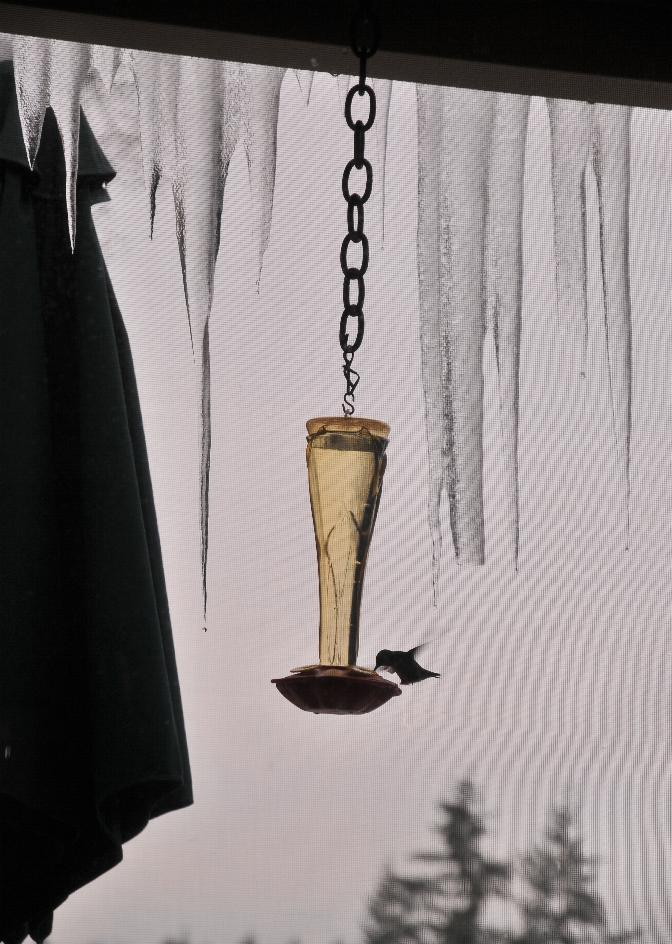
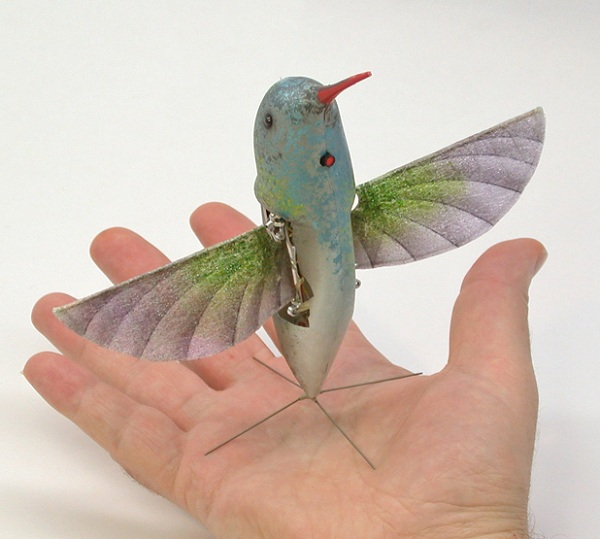

## 계통 분류
다음은 수좌류의 계통 분류이다.
|  | 벌새과                                              |
|  |                                                     |
|  | \| \| 칼새과 \| \| \| \| \| \| 뿔칼새과 \| \| \| \| |
|  |                                                     |
|  | 칼새과                                              |
|  |                                                     |
|  | 뿔칼새과                                            |
|  |                                                     |

|  | 칼새과   |
|  |          |
|  | 뿔칼새과 |
|  |          |

|  | 벌새과                                              |
|  |                                                     |
|  | \| \| 칼새과 \| \| \| \| \| \| 뿔칼새과 \| \| \| \| |
|  |                                                     |
|  | 칼새과                                              |
|  |                                                     |
|  | 뿔칼새과                                            |
|  |                                                     |

|  | 칼새과   |
|  |          |
|  | 뿔칼새과 |
|  |          |

|  | 벌새과                                              |
|  |                                                     |
|  | \| \| 칼새과 \| \| \| \| \| \| 뿔칼새과 \| \| \| \| |
|  |                                                     |
|  | 칼새과                                              |
|  |                                                     |
|  | 뿔칼새과                                            |
|  |                                                     |

|  | 칼새과   |
|  |          |
|  | 뿔칼새과 |
|  |          |

|  | 벌새과                                              |
|  |                                                     |
|  | \| \| 칼새과 \| \| \| \| \| \| 뿔칼새과 \| \| \| \| |
|  |                                                     |
|  | 칼새과                                              |
|  |                                                     |
|  | 뿔칼새과                                            |
|  |                                                     |

|  | 칼새과   |
|  |          |
|  | 뿔칼새과 |
|  |          |